# Phyllonorycter trinotella
Phyllonorycter trinotella là một loài bướm đêm thuộc họ Gracillariidae. Loài này có ở Québec và Hoa Kỳ (New Jersey, Maine, Connecticut, Ohio, Vermont và Michigan).
Sải cánh dài khoảng 5 mm.
Ấu trùng ăn Acer species, bao gồm Acer platanoides, Acer rubrum và Acer saccharinum. Chúng ăn lá nơi chúng làm tổ. T